# Nitro Snowboards
Nitro Snowboards es una compañía dedicada al snowboard fundada en 1990 en Seattle, Washington. Su base de manufacturación se encuentra en Austria, donde Nitro fabrica tablas de snowboard, fijaciones (también para el esquí), botas para deportes en la nieve y, también, su línea de ropa urbana.
La compañía diseña sus tablas en sus oficinas de Seattle y se llevan a cabo en Europa. Además, Nitro tiene tres subdivisiones especializadas: L1 outwear, para la línea de ropa urbana masculina, L1TA outwear, para la femenina, y Raiden, que se ocupa de la fabricación de fijaciones para las botas a la tabla.
Cada temporada ofrece un extenso nuevo catálogo de tablas, y es que, Nitro presume de ser la primera compañía que lanzó un modelo de tabla profesional para mujeres.

## Equipo Nitro
- Andreas Wiig
- Marc Frank Montoya
- Eero Ettala
- Lukas Huffman
- Andrew Crawford